# 帕拉加诺
帕拉加诺（義大利語：Palagano），是意大利摩德纳省的一个市镇。总面积60.43平方公里，人口2442人，人口密度40.4人/平方公里（2009年）。ISTAT代码为036029。